# Alditole

Allgemeine Strukturformel der Alditole (n ≥ 1)

Alditole (früher: Aldite) sind nichtcyclische Polyole, die an jedes ihrer Kohlenstoffatome eine Hydroxygruppe gebunden haben. Es sind Organische Verbindungen, die sich meist als Reduktionsprodukte von Kohlenhydraten (Zuckern) ableiten. Sie werden auch als Zuckeralkohole bezeichnet.

## Struktur
Zu den Alditolen zählen beispielsweise Mannit (Mannitol), Isomalt, Lactit, Sorbit (Sorbitol oder Glucitol) und Xylit (Xylitol), Threit, Erythrit und Arabit.
Die Bezeichnung der Alditole folgt folgender Konvention: Die Endung -ose (z. B. Glucose) des Ursprungszuckers wird durch die Endung -it (Glucit) oder -itol (Glucitol) ersetzt. Da sich manche Alditole formal sowohl von Aldosen als auch von Ketosen ableiten lassen, kommt es vor, dass ein Alditol mehrere Namen trägt, so bezeichnen beispielsweise Glucit und Sorbit dieselbe Substanz.
Glycerin ist formal das einfachste Alditol, es leitet sich vom Glycerinaldehyd ab. Das einfachste chirale Alditol ist der Threit, der sich von der Threose, einem Kohlenhydrat mit vier Kohlenstoffatomen, ableitet. Von der Erythrose, ebenfalls einem Kohlenhydrat mit vier Kohlenstoffatomen, leitet sich der Erythrit ab, der im Gegensatz zum Threit optisch inaktiv ist (meso-Verbindung).

## Eigenschaften
Das Geschmacksbild der Alditole ähnelt dem der Saccharose, ist jedoch nicht gleich. Sie schmecken süß, erreichen jedoch selten die relative Süße von Saccharose, sind nicht kariogen und zeigen eine abführende Wirkung bei einem Konsum von mehr als 20 bis 30 g pro Tag. Einige Alditole werden als Zuckeraustauschstoffe in diätetischen Lebensmitteln eingesetzt, weil sie den Blutzuckerspiegel nicht erhöhen und kein Insulin benötigen, um abgebaut zu werden. Deshalb sind sie für Diabetiker geeignet.
Alditole und Saccharose unterscheiden sich weiterhin in der Löslichkeit, dem pH-Wert und der Temperaturstabilität, dem Schmelzpunkt und dem Siedepunkt. Diese Faktoren können entscheidend für den Einsatz von Alditolen als Lebensmittel-Zutat sein.

## Synthese
Alditole können aus Aldosen oder Ketosen durch Reduktion der Carbonylgruppe hergestellt werden. Industriell wird dies durch katalytische Hydrierung an einem Nickel-Katalysator erreicht. Auf diese Weise wird D-Sorbit aus D-Glucose synthetisiert. Im Labormaßstab eignet sich das Natriumborhydrid (Natriumboranat, NaBH4) als Reduktionsmittel.
Da bei der Reduktion von Aldosen die Stereozentren nicht verändert werden, wird aus einer Aldose immer genau ein Alditol gebildet. Allerdings kann dasselbe Alditol aus zwei unterschiedlichen Aldosen entstehen:

Reduktion von D-Glucose (1) und L-Gulose (3) zu D-Sorbit (2)

Die im obigen Schema in der um 180° gedrehten Fischer-Projektion gezeigte L-Gulose liefert bei Reduktion also ebenfalls D-Sorbit.
Die Reduktion von Ketosen dagegen generiert ein neues Stereozentrum in beiden möglichen Konfigurationen, so dass aus einer Ketose ein Gemisch zweier unterschiedlicher (epimerer) Alditole gebildet wird:

Reduktion von D-Fructose (2) zu D-Mannit (3) und D-Sorbit (1)

Da deren Trennung erhebliche Aufarbeitungskosten verursacht, werden einige Alditole auch durch biokatalytische Umsetzung mit lebenden Mikroorganismen hergestellt.

## Verwendung
Alditole finden vor allem Verwendung in der Lebensmittelindustrie, wo sie als Süßungsmittel eingesetzt werden. Vor allem Sorbitol hat ein breites Anwendungsspektrum, das vom Einsatz als Zuckerersatz und Verwendungen in der Kosmetikindustrie und als Süßungsmittel für Zahnpasta bis hin zu Feuchthaltemitteln für Tabak, Baustoffzusätzen und Verwendungen in der chemischen Industrie bsp. zur Herstellung von Nitrosorbit, Tensiden, Polyolen für Polyurethane reicht. Xylitol hat ähnliche Anwendungsgebiete wie Sorbitol, es ist für die Lebensmittelindustrie ideal, da Studien antikariogene Wirkungen belegt haben.